# 長鼻樸麗魚
長鼻樸麗魚（学名：Haplochromis longirostris），為輻鰭魚綱鱸形目隆頭魚亞目慈鯛科的其中一種，其种加词“longirostris”意为“长吻的”、“长嘴的”。被IUCN列為極危保育類動物，分布於非洲維多利亞湖流域，體長可達14.5公分，棲息在沙底質的水域，屬肉食性，以魚類及昆蟲為食，生活習性不明。